# Gagrellula fasciata
Gagrellula fasciata is een hooiwagen uit de familie Sclerosomatidae.